# WZT-2
WZT-2 – oryginalna polska koncepcja wozu zabezpieczenia technicznego. Stanowi kontynuację wozów polskiej konstrukcji z rodziny WZT. Pomimo 40-letniej konstrukcji nadal spełnia wymagania NATO stawiane przed pojazdami ARV w swojej klasie. Z założenia przeznaczony jest do zabezpieczenia technicznego czołgów z rodziny T-55/T-55A oraz T-72, jednak w praktyce używa się go również do zabezpieczenia remontów czołgów PT-91 oraz Leopardów 2A4, znajdujących się na stanie Wojska Polskiego. WZT-2 jest w Wojsku Polskim najpowszechniej używanym ciężkim gąsienicowym wozem zabezpieczenia technicznego.
Niezależnie od wykonywania zadań podstawowych, ciągnik WZT-2 jest niezbędnym elementem pomocniczym w trakcie przeprawy czołgów po dnie przeszkód wodnych. Ponadto może być używany jako środek obserwacji pola walki i dowodzenia grupami remontowo-ewakuacyjnymi.

## Charakterystyka
Wóz zabezpieczenia technicznego WZT-2 jest szybkobieżnym pojazdem opancerzonym, zbudowanym na podwoziu czołgu T-55, przeznaczonym do ewakuacji oraz udzielania pierwszej pomocy technicznej pojazdom gąsienicowym uszkodzonym na polu walki, wykonywania prac montażowo-demontażowych z wykorzystaniem żurawia, wykonywania prac ziemnych, wykonywania remontów pojazdów, a także udzielania załogom wozów bojowych pierwszej pomocy medycznej i ewakuacji rannych z pola walki (3 rannych w pozycji leżącej). Po przygotowaniu pojazd ten może pokonywać przeszkody wodne po dnie. Prędkość jazdy podczas holowania uszkodzonego sprzętu wynosi 15 km/h.

### Wady
- Ze względu na swój stosunkowo mały ciężar (34 t) nadaje się do holowania pojazdów o masie nie większej niż 39-40 ton.
- Prędkość maksymalna wozu jest zbyt mała, przez co możliwości zabezpieczenia technicznego pododdziałów wyposażonych w szybszy sprzęt są ograniczone.

## Wyposażenie
- dwie radiostacje R-123M,
- telefon wewnętrzny R-124,
- dźwig uruchamiany hydraulicznie (z napędem od silnika czołgu),
- wyciągarka (o maksymalnej sile uciągu 750 kN),
- spychacz-lemiesz,
- zestaw do jazdy podwodnej,
- spawarka elektryczna,
- urządzenia do spawania gazowego,
- układ przeciwpożarowy,
- układ ochrony przed bronią ABC,
- termiczna aparatura dymotwórcza,
- rentgenometr.

## Użycie
Z ogólnej liczby 600 wyprodukowanych sztuk, do Wojska Polskiego w latach 1973-1992 dostarczono w sumie ponad 330 ciągników WZT-2 (z czego większość w latach 1984-1988). Od roku 2004 w czynnej służbie w Wojsku Polskim pozostaje 80 WZT-2. Ponadto część wozów zabezpieczenia technicznego eksploatowana jest przez Kolejowe Ratownictwo Techniczne, a także stanowi prywatną własność osób, które zakupiły je od wojska.

## Użytkownicy
WZT-2 był także stosunkowo atrakcyjnym towarem eksportowym. Wiele zostało zakupionych przez inne kraje lub zostały wyprodukowane w nich na licencji.
- Indie - zakupionych zostało 196 sztuk pojazdów,
- Irak
- Polska
  - Wojsko Polskie
  - PKP Polskie Linie Kolejowe S.A. - na wyposażeniu Kolejowego Ratownictwa Technicznego
- Serbia - po rozpadzie Jugosławii, nieznana liczba pojazdów trafiła do armii serbskiej.
- Jugosławia

## W muzeach
Pojazd można obejrzeć w następujących muzeach:
- Muzeum Techniki Wojskowej w Zabrzu - egzemplarz sprawny, jeżdżący
- Muzeum Sprzętu Wojskowego w Mrągowie - egzemplarz sprawny, jeżdżący
- Kwidzyńskie Stowarzyszenie Sportowo Kolekcjonerskie - egzemplarz sprawny, jeżdżący